# Al Hartley
Al Hartley né le 25 octobre 1921 à Kearny dans l'état du New Jersey et mort le 27 mai 2003 est un auteur américain de comics.

## Biographie
Henry Allan « Al » Hartley débute dans les années 1940 comme artiste de comic-book, travaillant notamment par la suite pour la compagnie Atlas Comics sous la direction de Stan Lee pour laquelle il dessine entre autres le personnage de Patsy Walker pendant dix ans, de 1956 jusqu'à la fin de sa publication en 1967. Devenu cette année-là un born again christian, il quitte Marvel pour dessiner des histoires en rapport avec sa religion, comme des aventures spéciales de Archie Andrews, ou Hansi, la fille qui aima la croix gammée.

## Récompense
- 1980 : Prix Inkpot